# 李震山
李震山（1951年1月10日—），臺灣法律學者，專長為憲法、行政法，曾任中華民國司法院大法官。

## 主要著作
- 《人性尊嚴與人權保障》（2011年四版，元照出版公司）
- 《行政法導論》（2011年九版，元照出版公司）
- 《警察行政法論》（2009年二版，元照出版公司）
- 《警察法論》（2002年，正典出版社）
- 《多元、寬容與人權保障》（2007年二版，元照出版公司）